# Marla Ruzicka
Marla Ruzicka (n. 31 de dezembro, 1976 em Lakeport, Califórnia – m. 16 de abril, 2005 em Bagdá, Iraque) foi uma ativista do Partido Verde dos Estados Unidos e de entidades de ajuda internacional, tendo falecido em decorrência de um atentado em Bagdá. Fundou a Campanha em prol das Vítimas Inocentes de Conflitos (original: Campaign for Innocent Victims in Conflict - CIVIC), uma organização não-governamental que auxilia as vítimas iraquianas da Guerra no Iraque.
No filme Enron: The Smartest Guys in the Room, é uma das pessoas da platéia que protestam durante a paletra de Jeff Skilling no Commonwealth Club de San Francisco.